# Chlorissa apheles
Chlorissa apheles är en fjärilsart som beskrevs av Louis Beethoven Prout 1933. Chlorissa apheles ingår i släktet Chlorissa och familjen mätare. Inga underarter finns listade i Catalogue of Life.